# Carol Dempster
Carol Dempster (Duluth (Minnesota), 9 de diciembre de 1901-1 de febrero de 1991) fue una actriz cinematográfica estadounidense de la época del cine mudo. 

## Biografía
Nacida en Duluth (Minnesota), Dempster se inició en el cine como protegida del legendario director D.W. Griffith, al igual que ocurrió con las actrices Lillian y Dorothy Gish y Mae Marsh. Griffith dio a Dempster su primer papel, con 15 años de edad, en la colosal producción de 1916 Intolerancia, en la que interpretaba a una de las chicas del harén babilonio junto a otra adolescente recién llegada, Mildred Harris. Dempster finalmente acabaría siendo una de las "favoritas" de Griffith, que la escogería para participar en casi todos sus filmes de la década de 1920, supuestamente despertando la celosa irritación de Mae Marsh y Lillian Gish. Dempster llegó incluso a tener una relación sentimental con Griffith, mucho mayor que ella, en los primeros años veinte, en una época en la que el director se encontraba separado de su esposa, Linda Arvidson. 
El primer papel protagonista de Dempster llegó en 1919 en la película dirigida por Griffith The Girl Who Stayed at Home, con Robert Harron. Tras la misma rodó las obras de Griffith The Love Flower (1920), Dream Street (1921), One Exciting Night (1922) y Isn't Life Wonderful (1924), esta última considerada una de las mejores del director, y en la cual Dempster hizo su mejor registro.
Carol Dempster tuvo una notable carrera cinematográfica en los años veinte, y actuó junto a actores de la talla de John Barrymore, Richard Barthelmess, William Powell, Ivor Novello, y W.C. Fields. Otros títulos destacados de ese período fueron America (1924) y Sally of the Sawdust (1925), también dirigidos por Griffith. 
En 1926 Dempster hizo su última película, también dirigida por Griffith, The Sorrows of Satan, y protagonizada por Adolphe Menjou, Ricardo Cortez, y Lya De Putti. Dempster se retiró después del cine para casarse en 1929 con el rico banquero Edward S. Larsen. 
Carol Dempster falleció en La Jolla (San Diego), California, en 1991, a los 89 años de edad a causa de una insuficiencia cardíaca. Fue enterrada en el Cementerio Forest Lawn Memorial Park de Glendale (California).